# Гаитяно-тайваньские отношения
Гаитяно-тайванськие или гаитяно-китайские отношения — двусторонние отношения Республики Гаити и Китайской Республики (Тайвань). Гаити держит посольство в Тайбэе а Китайская Республика держит посольство в Порт-о-Пренсе.

## История
Гаити признало Китайскую Республику (вместо Китайской Народной Республики) в 1956 году как единственного представителя страны «Китай» и с тех пор поддерживает с республикой дипломатические отношения.
Гаити одна из 14 стран, официально признающих Китайскую Республику. Китайско-гаитянский договор о дружбе был подписан 15 февраля 1966 года.
В 2018 году Доминиканская Республика признала Китайскую Народную Республику вместо Китайской Республики, что обострило интерес правительств обоих китайских республик к Гаити. В 1993 КНР открыла торговое представительство в Гаити, тем самым сделав заявку к старту процесса по установлению дипломатических отношений, который пока не увенчался успехом. КР в свою очередь, надеясь сохранить отношения, предложило Гаити 150 млн долларов США на развитие сельских электросетей после разрушения инфраструктуры после землетрясения, произошедшего на острове Гаити в 2010 году.
28 мая 2018 года президент Гаити Жовенель Моиз посетил Тайвань после того как Доминиканская Республика объявила, что разрывает связи с Китайской Республикой. Президенты Цай Инвэнь и Моиз обсуждали оказание помощи Гаити и поддержание отношений. В ходе беседы Инвэнь заявила: «Хотя Тайвань и Гаити разделены большим географическим расстоянием, обе [страны] разделяют ценности демократии и свободы. Обе стороны увидели результаты долгосрочного и глубокого партнёрства».